# Badkuhi
Badkuhi é uma vila no distrito de Chhindwara, no estado indiano de Madhya Pradesh.

## Demografia
Segundo o censo de 2001, Badkuhi tinha uma população de 10 764 habitantes. Os indivíduos do sexo masculino constituem 52% da população e os do sexo feminino 48%. Badkuhi tem uma taxa de literacia de 72%, superior à média nacional de 59,5%; com 58% para o sexo masculino e 42% para o sexo feminino. 11% da população está abaixo dos 6 anos de idade.